# La Maîtresse du vampire
Pour plus de détails, voir Fiche technique et Distribution.
La Maîtresse du vampire (L'amante del vampiro) est un film italien réalisé par Renato Polselli, sorti en 1960.

## Synopsis
Un soir, une troupe de danse découvre qu'une comtesse et son majordome, qui sont en fait deux vampires, vivent à proximité dans un château en ruines . L'homme est habitué à vampiriser de jeunes et belles victimes tandis que la comtesse, qui vampirise le majordome, reste jeune et belle au fil des ans. Après avoir été approchée par le majordome, une fille du corps de danse, commence à montrer des signes d'instabilité .

## Fiche technique
- Titre : La Maîtresse du vampire[2]
- Titre original : L'amante del vampiro
- Réalisation :	Renato Polselli
- Producteur : Bruno Bolognesi
- Scénario : Renato Polselli -Giuseppe Pellegrini-Ernesto Gastaldi
- Musique : Aldo Piga
- Photographie :	Angelo Baistrocchi
- Montage : Renato Cinquini
- Compagnie de production : Consorzio Italiano Films
- Distribution :	Rome International Films
- Genre : Horreur - Fantastique
- Durée : 85 minutes
- Pays : Italie
- Sortie : 23 mai 1960 ( Italie)[1]

## Distribution
- Hélène Rémy : Luisa
- Walter Brandi : Herman
- Maria Luisa Rolando : comtesse Alda
- Pier Ugo Gragnani : professeur
- Tina Gloriani : Francesca
- Isarco Ravaioli : Luca
- Gino Turini : Giorgio[1]